# Chiesa del Corpus Domini (Montalcino)
La chiesa del Corpus Domini è un edificio sacro che si trova a Montalcino.

## Storia e descrizione
Fu fondata nel XIII secolo nello stesso luogo sorgeva lo spedale di San Cristoforo, soppresso nel 1510. Nel 1696 fu probabilmente eseguita la decorazione a stucco dell'interno: altare maggiore, angeli portacandelabro della navata, mostre di porte nella parete in basso e sovrastanti angeli portacandelabro. Sull'altare maggiore è un dipinto cinquecentesco raffigurante il Trionfo dell'eucaristia di Anton Maria di Nerio. Sull'altare a sinistra è un Crocifisso in legno intagliato e dipinto, della seconda metà del XIV secolo.